# Flensburg (Minnesota)
Flensburg ist eine Kleinstadt (mit dem Status „City“) im Morrison County im US-amerikanischen Bundesstaat Minnesota. Das U.S. Census Bureau hat bei der Volkszählung 2020 eine Einwohnerzahl von 216 ermittelt.

## Geografie
Flensburg liegt unweit des geografischen Zentrum Minnesotas. Mehrere kleine Nachbarorte liegen um Flensburg herum verteilt. Die nahegelegensten von ihnen sind in 6 km Entfernung Sobieski und in 9 km Entfernung Swanville. Little Falls, die älteste Stadt Minnesotas, die über 8000 Einwohner zählt, liegt 13 km östlich von Flensburg. Dort befindet sich auch der Sitz der Verwaltung des Morrison Countys, zu dem Flensburg gehört. Ungefähr 53 km entfernt liegt St. Cloud, welches über 65.000 Einwohner besitzt. Etwa 150 km südöstlich liegt Minneapolis. Der Mississippi River ist so ebenfalls ungefähr 150 km entfernt.
Der Ort Flensburg hat eine Fläche von 18,2 km², davon sind 0,2 km² (1,14 %) Wasserfläche.

## Geschichte

### Gründung von Flensburg
Im Jahre 1870 wurde die Region Central Minnesota, die Mitte von Minnesota, von Immigranten besiedelt. Am Anfang der Besiedlung des Gebietes wurden zunächst Wälder gerodet und es entstanden viele Sägewerke. Außerdem wurden von den Siedlern Land und Weideflächen für die Viehzucht erworben. Die Region war zudem durch die Eisenbahn erschlossen worden. So wurden Vieh und Holz die wichtigsten Handelsgüter der Region.
Beim Bau der Eisenbahnstrecke von Little Falls nach Dakota im Jahre 1882 wurde auch in der Nähe des späteren Flensburg ein Nebengleis verlegt, das zu einer Sägemühle mit dazugehörigem Depot führte. Dieses Nebengleis trug den Namen Flynn’s Landing oder Flynn’s Siding (deutsch: Flynns Nebengleis), nach dem Besitzer der Mühle J. C. Flynn aus Little Falls. Über besagten J. C. Flynn ist ansonsten nicht viel bekannt. Zum Ende der 1870er Jahre war er Lehrer in der Schule von Little Falls, später wurde er Inspektor der Northern Pacific Railroad und Abgeordneter im Parlament (State Legislature).
Am 18. März 1890 bebauten Olaf und Dagmar Searle einen Teil besagten Gebietes und gründeten damit Flensburg. Kurz darauf, im Jahre 1892, gründete Albert Bülow, der aus der deutschen Stadt Flensburg kam, im Ort eine Poststelle. Als Postmeister hatte er vermutlich einen starken Einfluss auf die Benennung des Ortes. Aufgrund seiner Initiative erhielt der Ort, wie allgemein angenommen, den Namen seiner Heimatstadt, also den Namen Flensburg.
Die erste Kirche in Flensburg wurde bereits in den Jahren 1885 bis 1886 errichtet,

### Namensherkunft
Für die Herkunft des Namens „Flensburg“ gibt es somit zwei Theorien. Im Jahre 1978 hatten Joachim Reppmann und Dietrich Eicke, die aus dem deutschen Flensburg kamen, im Rahmen ihres Studiums die Hintergründe von norddeutschen Ortsbezeichnungen im Mittleren Westen der USA untersucht. Die erste und naheliegendste Möglichkeit ist demnach, dass der Ort nach der deutschen Stadt benannt worden ist und dass der erwähnte Albert Bülow den Namen in Erinnerung an seine Heimatstadt in Schleswig-Holstein auswählte.
Die zweite Theorie, die durch den Countyhistoriker Harold Fischer überliefert ist, mutmaßt einen Zusammenhang zum Sägemühlenbesitzer J. C. Flynn. Aus dessen Namen sowie dem erwähnten Nebengleis, das zu dessen Mühle führte, also aus der Bezeichnung Flynn’s Landing, sei der Ortsname abgeleitet worden. Die zweite Variante hat somit eine gewisse Ähnlichkeit zum Gründungsmythos der Stadt Flensburg in Schleswig-Holstein, welcher auf der Sage beruht, dass der Ritter Fleno eine Burg an der Flensburger Förde errichtete und dass unter seinem Schutz die Siedlung gedieh und diese schließlich nach ihm und seiner Burg benannt wurde. Wie beim Ritter Fleno handelt es sich bei J. C. Flynn ebenfalls um eine Person; und vom jeweiligen Namen sei die Anfangssilbe „Flens-“ abgeleitet worden. Wobei der Ritter Fleno eine Burg an der Förde besaß und Flynn nur ein Gleis mit einer Mühle, wo nicht wirklich klar wird, wie man von dem Gleis mit der Mühle auf eine Burg kam, hinsichtlich der Endsilbe des Namens Flensburg. Diese zweite Theorie ist so auch offensichtlich weniger verbreitet und man geht offenbar allgemein von der ersten Annahme aus.

### Die weitere Entwicklung Flensburgs
1907 folgte ein Neubau der Kirche mit polnischer und deutscher Inschrift und am 17. Juni 1911 wurde dem Ort der Status eines Dorfes zugesprochen.
Bis zur Großen Depression im Jahr 1929 entwickelte sich die örtliche Wirtschaft positiv. Holz, Kartoffeln sowie andere Produkte wurden über die Bahn sowie den nicht weit entfernten Mississippi River verschickt. Weiterhin belastete anschließend die Einschleppung des Mehltaus die Landwirtschaft.
Der Eisenbahnbetrieb wurde in den 1970er Jahren eingestellt, seitdem ist der Ort nur noch über die Straßenanbindung erreichbar.
2011 war im Gespräch, die Poststelle der Kleinstadt zu schließen. Zu der drohenden Schließung kam es jedoch offenbar nicht, da die Flensburger Poststelle 2013 weiterhin geöffnet war.

### Bevölkerung und Einwohnerentwicklung
Zur Volkszählung im Jahr 2010 lebten in Flensburg 225 Menschen in 84 Haushalten. Die Bevölkerungsdichte betrug 12,5 Einwohner pro Quadratkilometer. Die durchschnittliche Haushaltsgröße betrug 2,64 Personen.
Ethnisch betrachtet setzte sich die Bevölkerung aus 97,3 Prozent Weißen, 0,4 Prozent (eine Person) amerikanischen Ureinwohnern sowie 0,4 Prozent (eine Person) Asiaten zusammen, 1,8 Prozent stammten von zwei oder mehr Ethnien ab.
29,3 Prozent der Bevölkerung waren unter 18 Jahre alt, 52,9 Prozent zwischen 18 und 64 und 17,8 Prozent waren 65 Jahre oder älter. 49,8 Prozent der Bevölkerung war weiblich.
Das mittlere jährliche Einkommen eines Haushalts lag bei 66.042 USD. Das Pro-Kopf-Einkommen betrug 24.529 USD. 6,3 Prozent der Einwohner lebten unterhalb der Armutsgrenze.

## Religion
Die Kleinstadt besitzt eine katholische Kirche, die Sacred Heart Parish. Sie hat die Anschrift: „18 Pine Street Flensburg, MN 56328“.

## Politik
Die Kleinstadt besitzt ein Rathaus mit einem Bürgermeister. Die Adresse lautet: „Flensburg City Hall Flensburg, MN 56328“.

## Wirtschaft und Infrastruktur

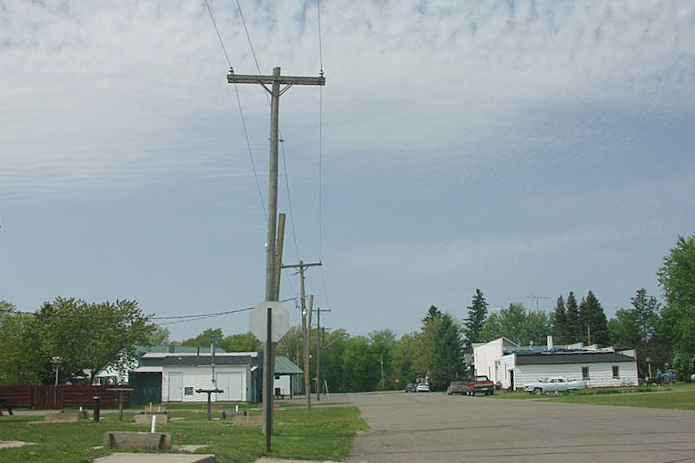
Strommast an einer Straße von Flensburg, Minnesota

Im Ort gibt es ein Gemeindezentrum, eine Poststelle (Anschrift: „38 1st Street N Flensburg, MN 56328-4500“), eine Tankstelle, ein Restaurant, ein Silo, einige Handwerks- und Gewerbebetriebe und Einzelhandelsgeschäfte sowie eine kleine Wetterstation. In der Umgebung bauen viele Farmer v. a. Sojabohnen, Mais und Getreide an.

## Sport
In Flensburg gibt es das Baseballteam „Falcons“, die ihre Heimspiele im örtlichen Community Center austragen.

## Kontakte zu Flensburg in Deutschland

### Offizielle Kontakte
Zu seinem großen Namensvetter Flensburg in Deutschland existieren heutzutage keine offiziellen Kontakte, eine Partnerschaft besteht nicht. Zum 200-jährigen Bestehen der Vereinigten Staaten am 4. Juli 1976, schenkte die deutsche Stadt ihrem kleinen Namensvetter noch eine Flensburg-Fahne und bekam dafür als Gegengeschenk eine Nachbildung einer historischen Flagge der Vereinigten Staaten.

### Weitere Kontakte
Heutzutage bestehen nur private Kontakte zwischen den beiden Orten mit dem Namen Flensburg.
Die Gegend und die Geschichte der Region, in der sich auch Flensburg befindet wurden über viele Jahre von Joachim Reppmann erforscht, teilweise mit Dietrich Eicke zusammen.

### Till Franzens Film Flensburg, Minnesota
Till Franzen, der aus der norddeutschen Stadt Flensburg stammt, drehte 2006 eine Dokufiktion Flensburg, Minnesota zum kleinen Ort. Der Film wurde mit einer Summe von 15.300 EUR durch die Landesfilmförderung Schleswig-Holsteins gefördert. Der Film erzählt, wie drei Besucher aus der deutschen Stadt Flensburg die Kleinstadt besuchen und erkunden. Der Besuch entwickelt sich dabei zu einer Reise in die eigene Vergangenheit. Der Film entstand weitgehend zeitgleich mit Till Franzens Film Die blaue Grenze, der in der Stadt Flensburg an der Flensburger Förde spielt, also ungefähr in den Jahren 2005/2006. Das Drehbuch sowie auch die Regie gestaltete Till Franzen. Die Kameraarbeit übernahm Christian Theede, welcher ebenfalls aus der Deutschen Stadt Flensburg stammt. Als einer der Schauspieler fungierte Tim Williams. Fertiggestellt und in Kinos aufgeführt wurde der Film erst in den Jahren 2009/2010.